# 阿洛斯德瓦拉格尔
阿洛斯德瓦拉格尔，是西班牙加泰罗尼亚莱里达省的一个市镇。 总面积69平方公里，总人口167人（001年），人口密度2人/平方公里。主要产业包括农业、旅游业等。

## 人口
| 1900 | 1930 | 1950 | 1970 | 1981 | 1986 |
| ---- | ---- | ---- | ---- | ---- | ---- |
| 780  | 523  | 295  | 165  | 184  | 187  |